# Love Me Tender (Elvis Has Left the Building)
Love Me Tender (Elvis Has Left the Building) es una película  de Estados Unidos dirigida por Joel Zwick en 2005, y protagonizada por Kim Basinger, Mike Starr, Sean Astin, Pat Morita, Denise Richards, Tom Hanks, John Corbett y Annie Potts.
Después de Mi gran boda griega, Joel Zwick regresa a las pantallas con otra comedia, Love Me Tender, una road movie en la que Kim Basinger y John Corbett (Mi gran boda griega) nos transportan por Estados Unidos, desde Texas hasta Las Vegas, en un alocado viaje marcado por los imitadores de Elvis y la continua búsqueda de una peculiar felicidad por parte de la rosa Harmony.

## Sinopsis
Harmony Jones (Kim Basinger) es una atractiva vendedora de cosméticos de la marca Pink Lady. Lo que hace que sea diferente del resto de la gente es que desde pequeña parece tener un extraño vínculo con Elvis Presley: la noche en que ella nació, el 'Rey del rock' participó en el Show de Ed Sullivan y, además, ambos crecieron en la misma ciudad. 
La película cuenta los avatares de Harmony, que, casi sin darse cuenta, llena de cadáveres de 'Elvises' el sudeste de Estados Unidos mientras recorre kilómetros en su Cadillac rosa para entrevistar a aspirantes a Pink Ladies. 
La peculiar vendedora es perseguida por dos torpes agentes del FBI y eso cambia su vida porque, a base de esquivarles y huir sin parar, emprende un viaje hacia su interior y en él descubre el amor verdadero.